# Akai Shuichi (bóng đá)
Shuichi Akai (sinh ngày 2 tháng 9 năm 1981) là một cầu thủ bóng đá người Nhật Bản.

## Sự nghiệp câu lạc bộ
Shuichi Akai đã từng chơi cho Ehime FC.